# Federico Harina
Federico Gabriel Harina Martini (Villa Regina, Río Negro, 1 de junio de 1991) es un baloncestista argentino. Actualmente juega para el Club Villa Mitre de la  Liga Argentina de básquet.

## Biografía
En su infancia jugó al fútbol destacándose como delantero en el Club Atlético Regina. Finalmente se decidiría por el básquet también en el Club Atlético Regina, donde realizó todas las categorías infantiles y promocionales hasta llegar a la primera división. Ha participado en torneos nacionales de selección representando a la Selección de Río Negro en categorías promocionales y Selección de Bahía Blanca y Provincia de Buenos Aires como mayor.

## Trayectoria
En sus inicios se desempeñó en la posición de base en el Club Atlético Regina llegando a la primera división donde logró el tricampeonato del Torneo del Alto Valle (2007-08-09) y coronándose campeón del Torneo Integración 2010. 
En 2012 decide ir a la ciudad de Bahía Blanca. Tras probarse en el Club Estudiantes de Bahía Blanca y no ser tenido en cuenta, recaló en el Club Pueyrredón. En su primer año logró el campeonato de Segunda División y ascenso a la primera división de la capital del básquet.
En 2013 pasa a Puerto Comercial donde nuevamente se coronó campeón del torneo de Segunda División y logró el ascenso a primera.
En 2014 pasa al Club Barracas Central también de la segunda división de Bahía Blanca. Esta vez "Fede" lograría el ascenso a primera obteniendo el subcampeonato.
Tras tres torneos de Segunda División en Bahía Blanca y tres ascensos consecutivos siendo una de las principales figuras de sus equipos, llegarían varios llamados de los clubes de Primera División. En 2015 finalmente jugaría en Club El Nacional. 
Tras un año allí, pasaría al Club Napostá, donde jugaría dos años más en la primera división.
Club Villa Mitre sería su próximo destino a donde llegaría en el año 2017. Con el "Verde", Harina lograría el subcampeonato del  Torneo Federal 18/19 lo que le valdría el ascenso a la Liga Argentina
Jugando a partir de ese año en la Liga Argentina, Harina se convirtió en el capitán y principal figura del equipo, y en un ídolo del club. 
El 30 de octubre de 2019, Harina dejaría su marca en la historia de la Liga Argentina, al encestar 10 triples en un partido contra Atenas de Patagones. "Fede" terminaría esa noche con 34 puntos (10/14 en triples), 5 rebotes, 1 asistencia, 3 recuperos y +36 de valoración, en lo que sería victoria del club bahiense por 99-85.
Durante el receso de la Liga Argentina en 2022, tuvo un breve paso por el básquetbol uruguayo, disputando la Liga Uruguaya de Ascenso con el San Telmo Rapid Sports.
En 2024, con Club Villa Mitre se coronaría campeón del Torneo de Primera División de Bahía Blanca, derrotando en la final a Bahiense del Norte 3-1.
En la temporada '23-24 disputó con Villa Mitre nuevamente la Liga Argentina de Básquet, donde el equipo quedaría eliminado en semifinales. Fede terminaría la temporada como tercer máximo anotador de la competencia, promediando 17 puntos por partido en 46 encuentros disputados.
Para la temporada '24-25, Harina fichó para La Unión de Formosa, lo que será su primera experiencia en la Liga Nacional de Básquet.
La temporada ´25-26 volvería a encontrarlo con Villa Mitre de Bahia Blanca para disputar nuevamente la Liga Argentina.

## Selecciones
A lo largo de su carrera, Federico integró planteles de distintas selecciones:
- Provincia de Río Negro U13
- Provincia de Río Negro U15
- Provincia de Río Negro U17
- Bahía Blanca (2017)
- Bahía Blanca (2018)
- Provincia de Buenos Aires (2019)

## Palmarés
- Torneo Alto Valle 2007-2008-2009 - Regina
- Torneo Integración 2010 - Regina
- Campeonato de Segunda División y Ascenso - Club Pueyrredón (Bahía Blanca) (2012)
- Campeonato de Segunda División y Ascenso - Club Atlético Puerto Comercial (2013)
- Subcampeonato de Segunda División y Ascenso - Club Atlético Barracas Central (Bahía Blanca) (2014)
- Campeonato Provincial de Selecciones 2017 - Selección de Básquet de Bahía Blanca
- Campeonato Provincial de Selecciones 2018 - Selección de Básquet de Bahía Blanca
- Ascenso a Liga Argentina 2018/19 - Club Villa Mitre
- Campeón Conferencia Sur Liga Argentina 2020/21 - Club Villa Mitre
- Campeón Torneo Local Bahía Blanca 2023/24 - Club Villa Mitre

## Estilo de juego
El estilo de juego de Harina destaca por su capacidad anotadora, pudiendo tirar tanto a pie firme como en suspensión o en movimiento saliendo de cortinas de 2 y 3 puntos. Su templanza en momentos definitorios del juego ha hecho que Harina anote tiros definitorios en cierres de partidos eliminatorios, acciones que lo definen como un jugador "clutch". Sus memorables pases "de faja" o entre las piernas de sus rivales, así como también pases "no-look" le valieron los apodos "Chiche" y "Mágico".